# یواس‌اس اشتاین (اف‌اف-۱۰۶۵)
یواس‌اس اشتاین (اف‌اف-۱۰۶۵) (به انگلیسی: USS Stein (FF-1065)) یک کشتی بود که طول آن ۴۳۸ فوت (۱۳۴ متر) بود. این کشتی در سال ۱۹۷۰ ساخته شد.